# Jérôme-Martin Langlois
Jérôme-Martin Langlois (Parigi, 11 marzo 1779 – Parigi, 28 dicembre 1838) è stato un pittore francese, esponente del neoclassicismo.

## Biografia
Egli nacque a Parigi ed era il figlio del pittore miniaturista Jérôme Langlois, che all'inizio disapprovava la sua vocazione di pittore. Ciò tuttavia non impedì a Jérome-Martin Langlois di entrare nello studio di Jacques-Louis David, divenendo uno dei suoi studenti preferiti. I due artisti lavorarono insieme a vari dipinti importanti, inclusa una versione di Bonaparte valica il Gran San Bernardo (oggi al museo della storia dell'arte, Vienna), nella quale Langlois dipinse il cavallo, e Leonida alle Termopili (al museo del Louvre, Parigi). Egli fu incaricato dal suo maestro di realizzare una copia non firmata del Marat assassinato e rimpiazzò Jean-Pierre Franque come assistente per il dipinto Le Sabine.

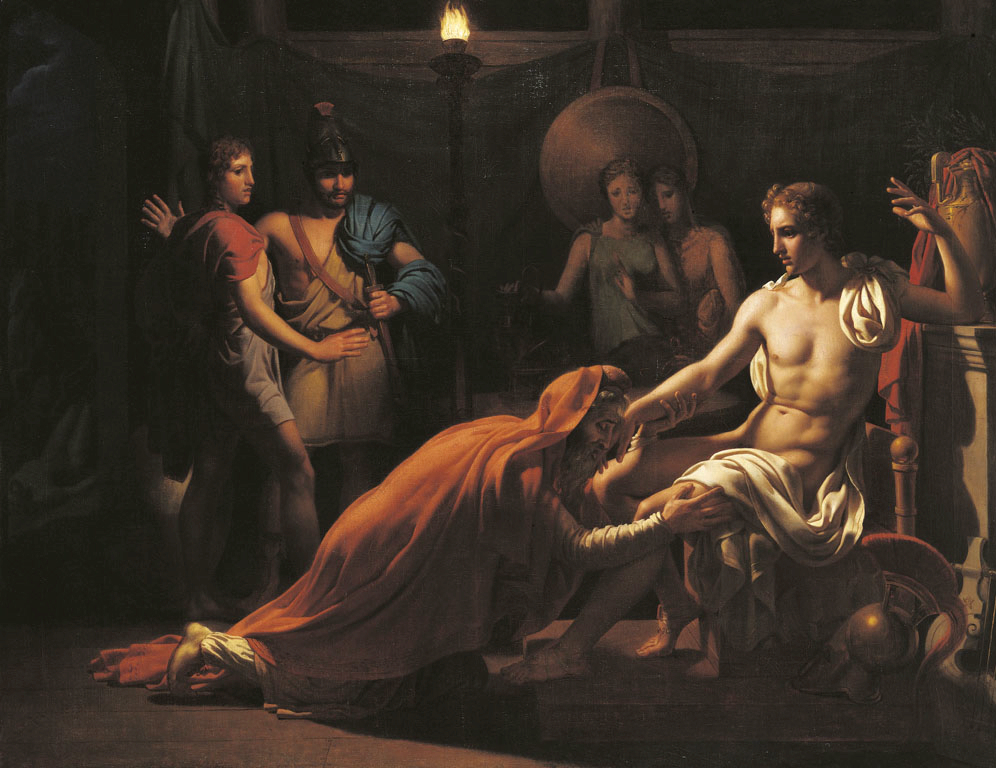
Priamo ai piedi di Achille, 1809

Langlois arrivò al secondo posto al Premio di Roma del 1805 e vinse quello del 1809 con Priamo ai piedi di Achille (Priam aux pieds d'Achille), trasferendosi a Roma negli anni Dieci del secolo. Un disegno preparatorio del quadro che gli fece vincere il primo posto si trova nella collezione nel museo Magnin di Digione, in Francia. Dal 1806 al 1837 egli espose regolarmente le proprie opere al Salone parigino, vincendo il secondo premio nel 1817 e il primo nel 1819. Nel 1822, divenne un cavaliere della Legion d'Onore e nel 1824 fu l'ultimo a dipingere un ritratto di David quando questi era in esilio a Bruxelles. Poco prima di morire a Parigi nel 1838, egli venne nominato membro dell'Accademia di belle arti.
Alcuni suoi dipinti sono custoditi in vari musei della Francia, come il museo di belle arti di Angers (Il rapimento di Deianira), il museo del Louvre (Il pittore David) e la Reggia di Versailles (i ritratti di d'Estrées e del marchese de Brézé). Un dipinto ritraente la dea Diana e il pastore Endimione dormiente è stato messo all'asta da Sotheby's nel 1989 ed è stato acquistato dalla cantante Madonna Ciccone.
Ebbe come allievo Hippolyte-Benjamin Adam.

## Lista di opere
- La morte di Demostene, 1805

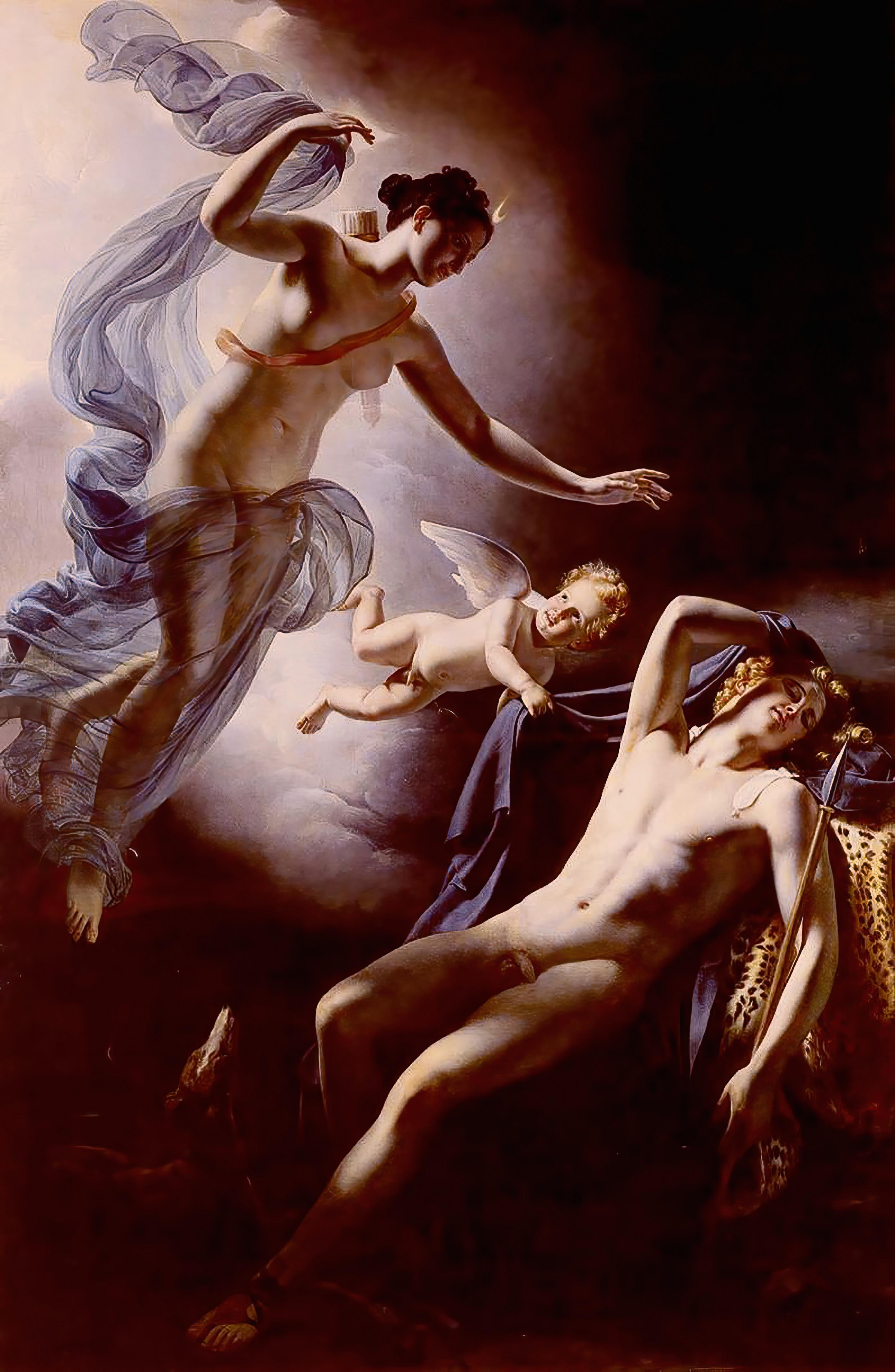
Diana ed Endimione, 1822

- Il ritorno del figliol prodigo, 1806
- Teseo vincitore del Minotauro, 1807
- Priamo ai piedi di Achille, 1809
- Cassandra implora la vendetta di Minerva contro Aiace, 1810
- Il rapimento di Deianira, 1817
- Ritratto di donna con un abito rosso, 1817
- Alessandro cede Campaspe ad Apelle, 1819
- Diana ed Endimione, 1822
- Ritratto di Jacques-Louis David, 1825
- Autoritratto, 1830 circa
- François-Annibal d'Estrées, maresciallo di Francia, 1835
- Urbain de Maillé, marchese di Brézé, maresciallo di Francia, 1835
- Jacques de Goyon, signore di Matignon, maresciallo de France, 1835

## Galleria d'immagini

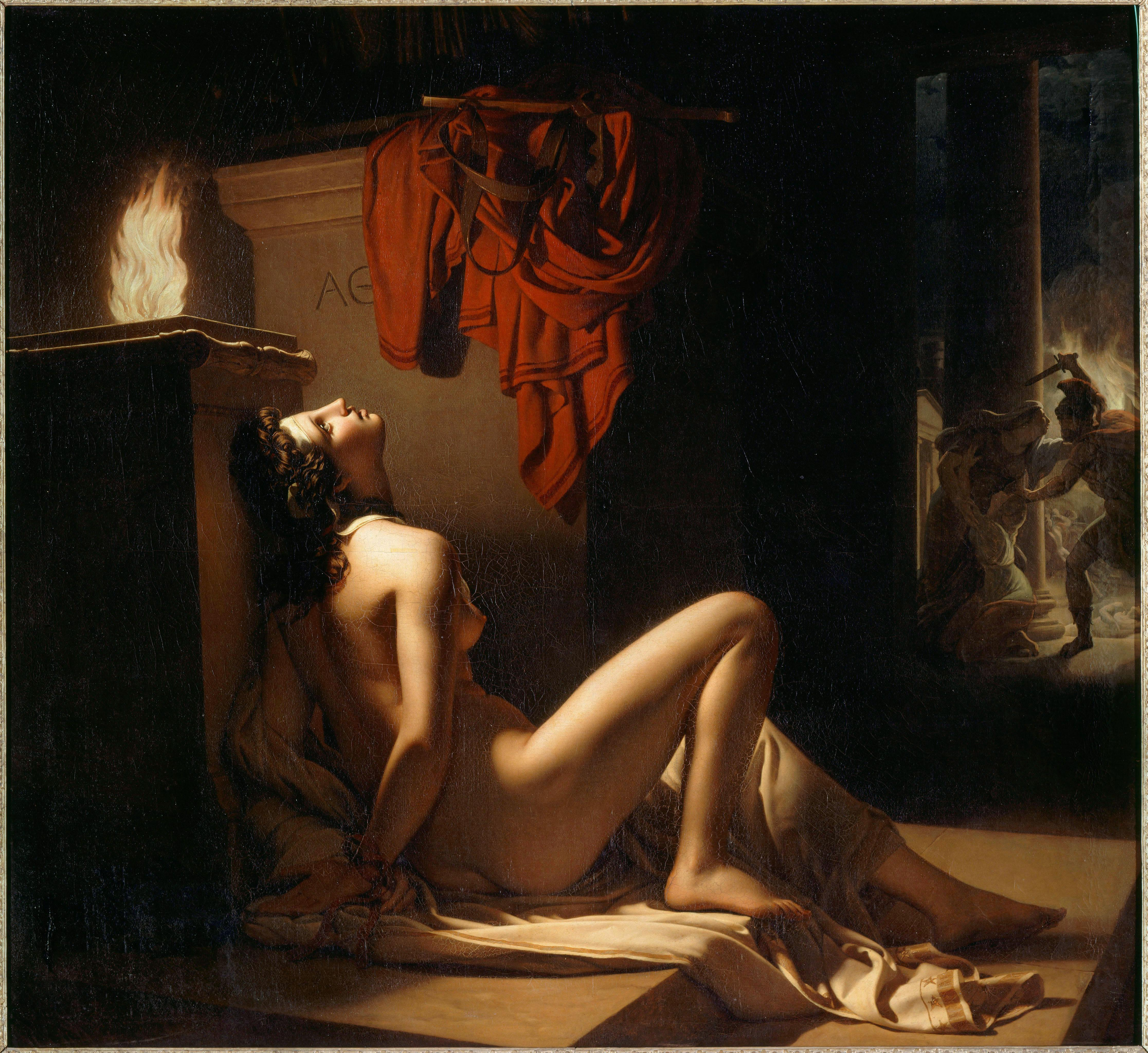
Cassandra implora la vendetta di Minerva contro Aiace, 1810
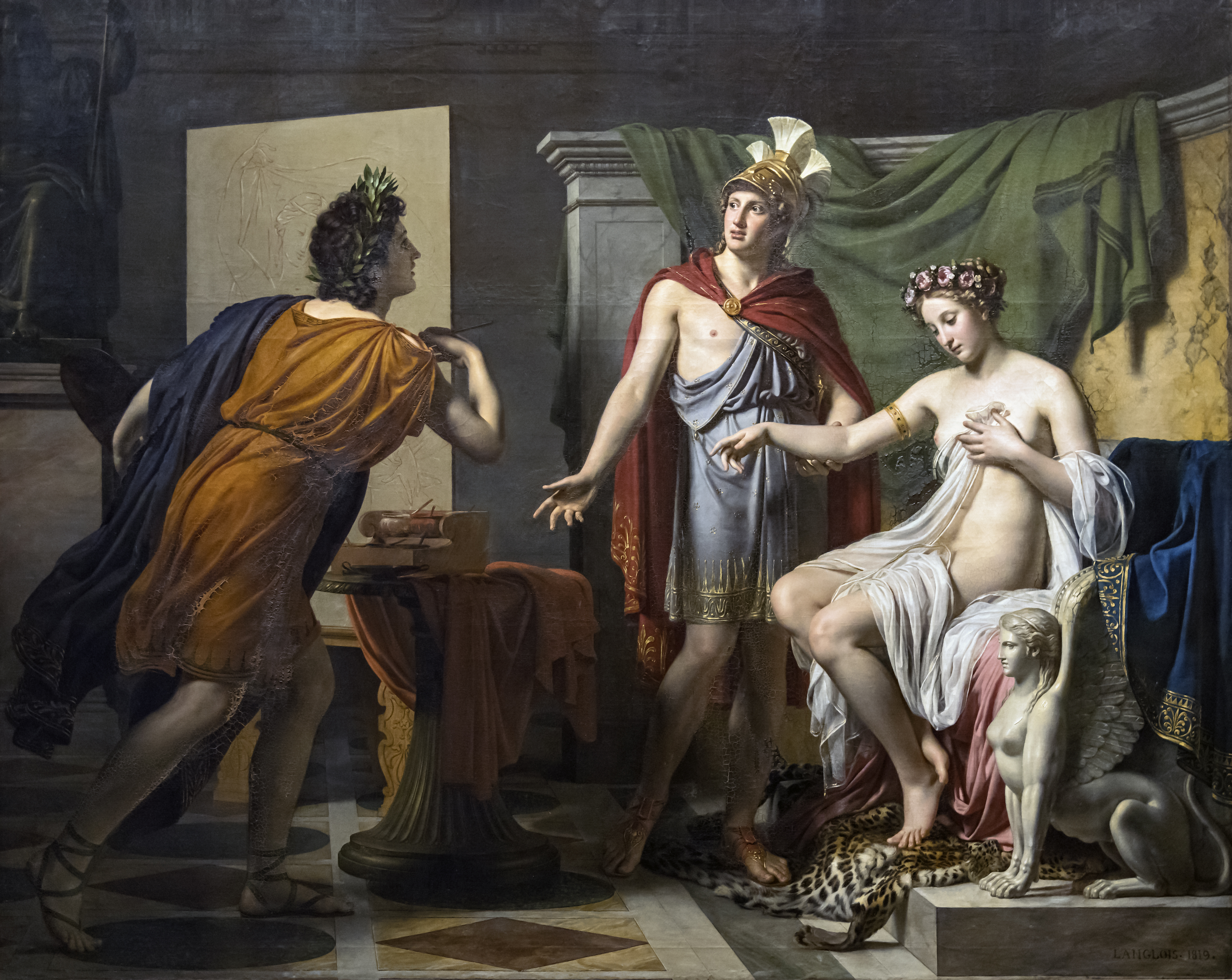
Alessandro cede Campaspe ad Apelle, 1819
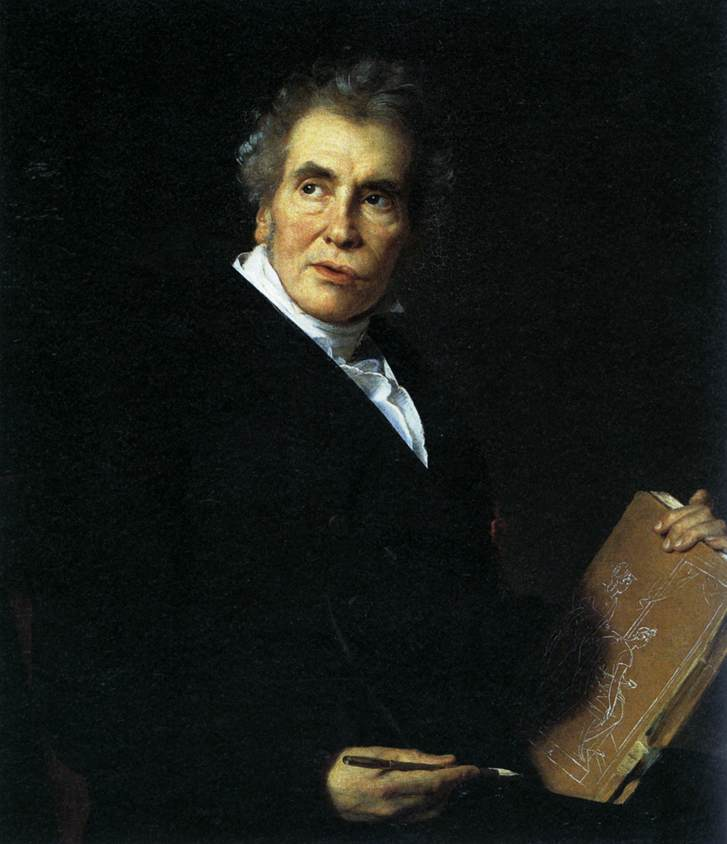
Ritratto di Jacques-Louis David, 1825